# Leonardo Mota
Leonardo Mota es la quinta estación de la Línea Este del Metro de Fortaleza en el sentido Edson Queiroz.

## Características
Esa estación tiene plataformas superpuestas, implantado en el eje de la avenida Santos Dumont, próximo a la avenida Desembargador Moreira y la plaza Portugal, entre las calles Leonardo Mota y Vicente Leite. Esta estación es de extrema importancia, pues se localiza próxima a los ejes financieros y comercial de la región de Aldeota.
- Datos: Q18416768